# Plestiodon reynoldsi
Neoseps reynoldsi là một loài thằn lằn trong họ Scincidae. Loài này được Stejneger mô tả khoa học đầu tiên năm 1910.

## Hình ảnh

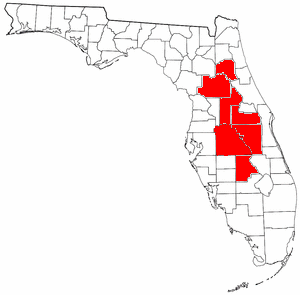
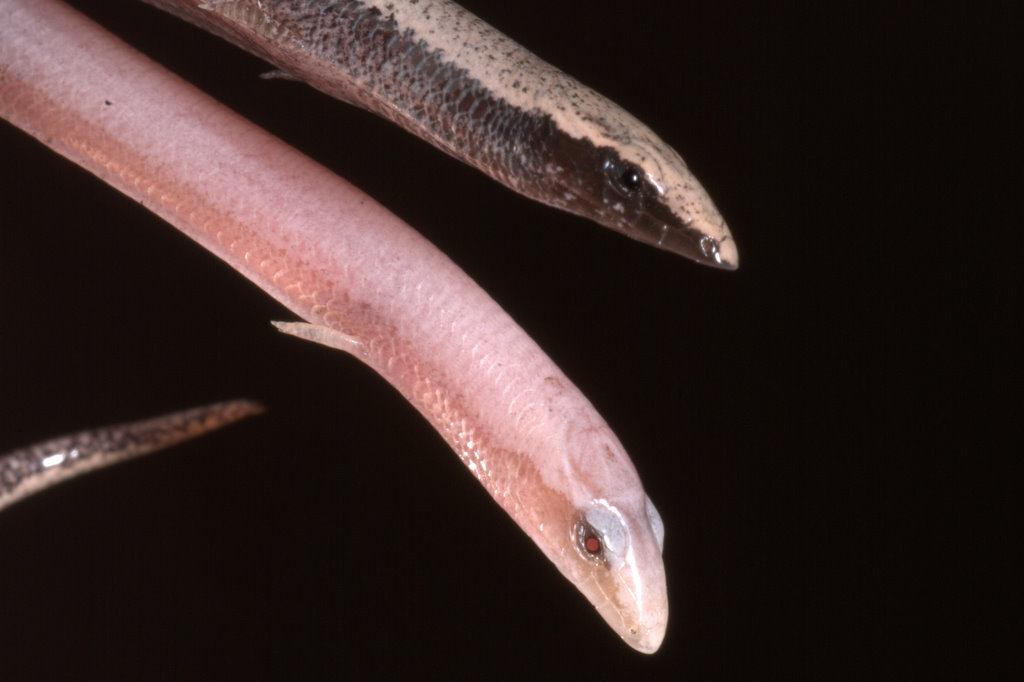
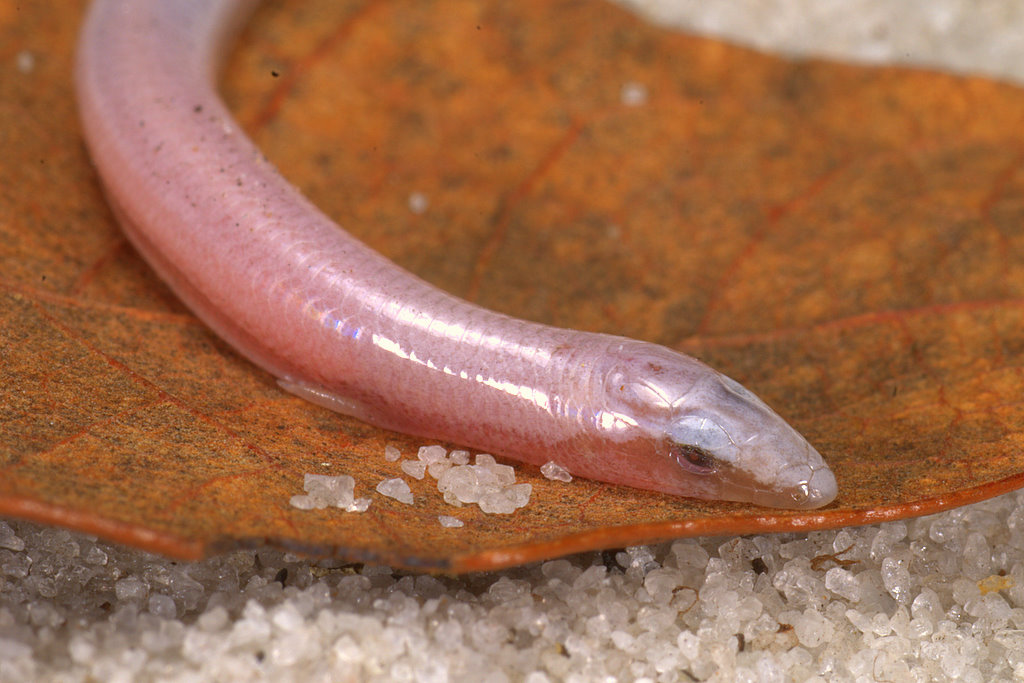
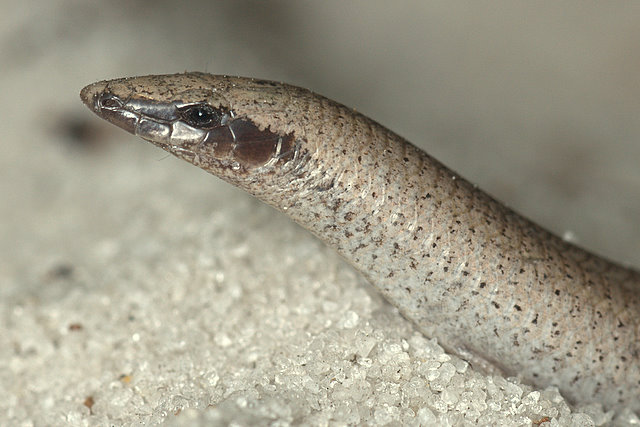